# ネズミヤマアラシ
ネズミヤマアラシ(英：Long-tailed porcupine)は、ヤマアラシ科の動物である。ネズミヤマアラシ属の単型で、ブルネイ、インドネシア、マレーシアで見られる。

## 外見
ネズミヤマアラシの外見は、ラットと似ている。重さは通常、1.7-2.3kgであるが、1.5kg程の小さいものもある。体長は尾を除いて27.9-48cmで、尾の長さは最長24cmにもなる。大型哺乳類やヘビ、鳥等の捕食者から逃れるため、尾は掴まれると外れ、後に再生する。掌の幅が広いため、木登りが得意であり、食物を探すために木や低木に登ることができる。前足は四指、後足は五指である。
全体的に黒色または茶色であるが、腹部は白色である。根元が白く黒褐色で扁平な短い棘は、頭部と腹部を除く体全体に、剛毛の間に生えている。棘の長さは5cm以下で、ヤマアラシ科では最も短い。尾の色は茶色で、大部分が鱗で覆われている。尾の先端、後部、後部は、他のヤマアラシの種とは異なり、振っても音を出さないブラシのような中空の針で覆われている。

## 食物
主に草食性（草葉食）であり、葉、木、根、樹皮、形成層、果実、種子、タケノコ等を食べる。また、昆虫や節足動物を食べることもある。ネズミヤマアラシは、果実や種子を収集し、貯蔵することで、種の伝搬を助ける。さらに、木の形成層を食べることで木が枯死し、鳥類の生息地を作り出している。パイナップル等の作物を食べてしまうため、人にとっては害獣と見られることもある。